# 5077 Favaloro
5077 Favaloro è un asteroide della fascia principale. Scoperto nel 1974, presenta un'orbita caratterizzata da un semiasse maggiore pari a 2,2303301 UA e da un'eccentricità di 0,1835941, inclinata di 5,49546° rispetto all'eclittica.